# ریبادابیا
ریبادابیا (به اسپانیایی: Ribadavia) یک شهرستان در اسپانیا است.

## خصوصیات
ریبادابیا ۲۵٫۱ کیلومترمربع مساحت دارد.